# Mechenhard

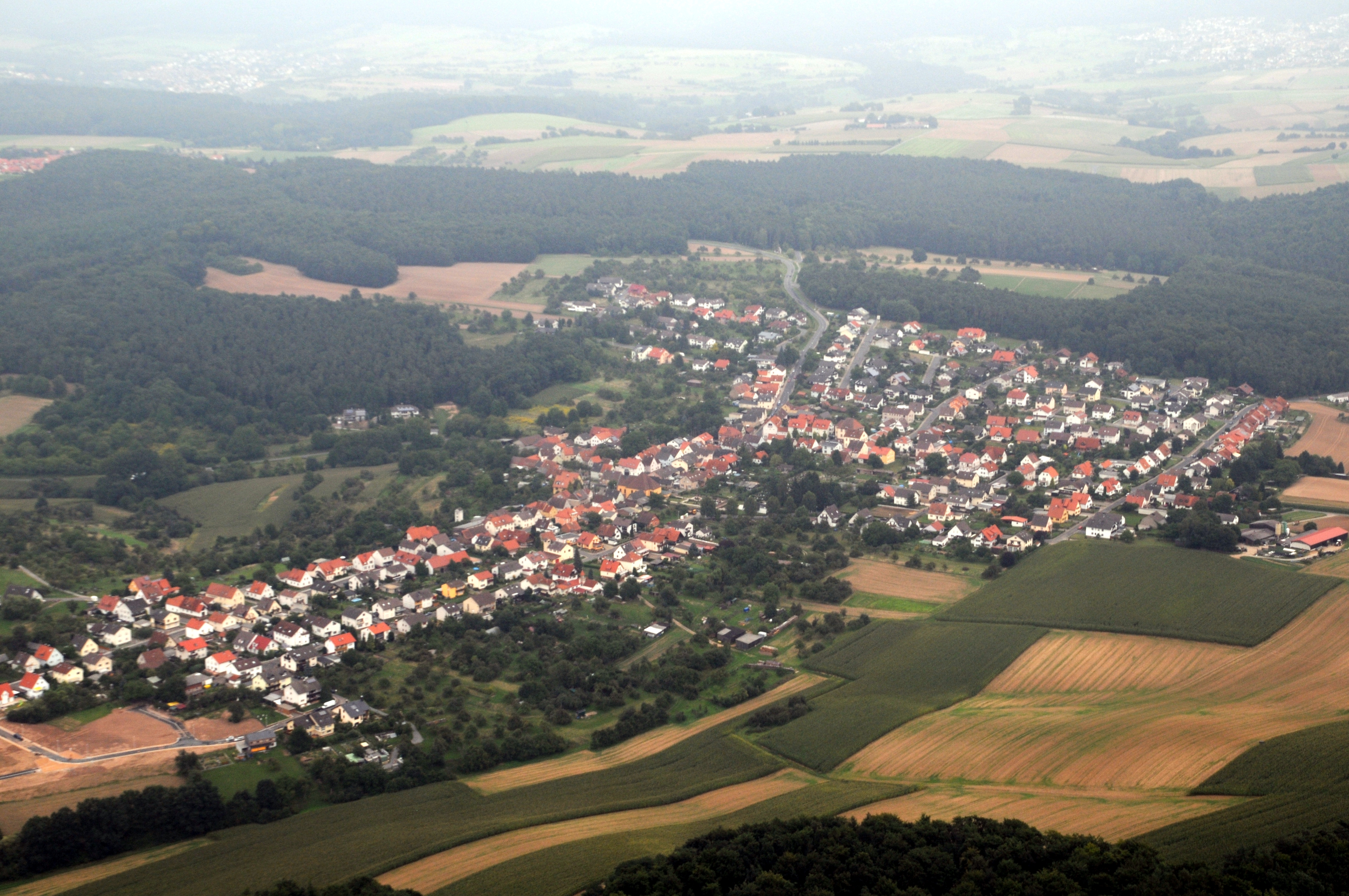
Luftaufnahme von Mechenhard (2008)

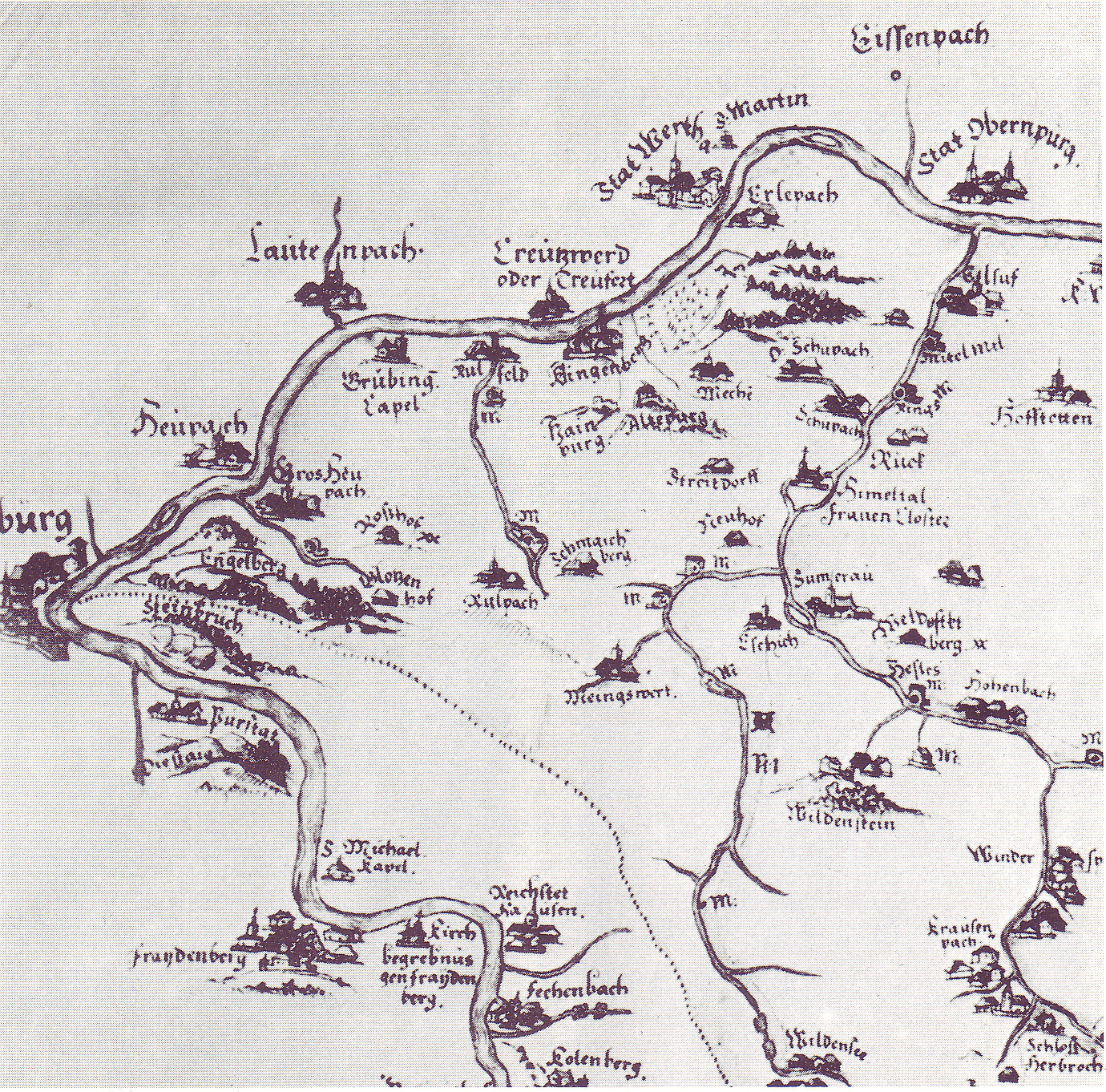
Mechenhard ("Meche") in der Spessartkarte von Paul Pfinzing von 1594 (Norden ist rechts)

Mechenhard ist ein Gemeindeteil der Stadt Erlenbach am Main im unterfränkischen Landkreis Miltenberg in Bayern.

## Geographie
Das Pfarrdorf Mechenhard liegt im Spessart auf etwa 260 m ü. NHN an der Kreisstraße MIL 27 zwischen Erlenbach und Eschau.

### Nachbargemarkungen
Folgende Gemarkungen grenzen an das Ortsgebiet von Mechenhard:
| Schippach         | Streit                                      |           |
| Erlenbach am Main | Kompassrose, die auf Nachbargemeinden zeigt | Mönchberg |
|                   | Klingenberg am Main                         |           |

## Geschichte
Mechenhard wird 1279 in der Chronik der Pfarrei Erlenbach nach Urkunden des Klosters Himmelthal als Filiale genannt.
Im Jahr 1862 wurde das Bezirksamt Obernburg gebildet, auf dessen Verwaltungsgebiet Mechenhard lag. Wie überall im Deutschen Reich wurde 1939 die Bezeichnung Landkreis eingeführt. Mechenhard war nun eine der 35 Gemeinden im Landkreis Obernburg am Main (Kfz-Kennzeichen OBB). Mit Auflösung des Landkreises Obernburg kam Mechenhard 1972 in den neu gebildeten Landkreis Miltenberg (Kfz-Kennzeichen MIL / OBB (seit 2018 wieder möglich)).
Am 1. Januar 1976 wurde die selbstständige Gemeinde Mechenhard nach Erlenbach am Main eingemeindet.

## Kurioses
Die Mechenharder Höhenbewohner lästerten über die im Tal, die ihrerseits die da droben uzten. Dem auf der Höhe lebenden Menschenschlag wurde eine gute Gesundheit, abgehärtet gegen alle Witterung, nachgesagt. Die umliegenden Orte nannten sie deshalb „Bergindianer“. Wegen ihrer in der Sonne glänzenden Getreidefelder bekamen sie noch den Uznamen „Strohköpp“.
Im Jahre 2019 schloss der letzte Bäcker, die Bäckerei Vill, nach 120 Jahren ihre Pforten.
Der Mechenharder ist ein in Oberfranken getanzter Rheinländer.

## Sport
Der Sportverein SV Frankonia Mechenhard 1919 e. V. ist dank der 500 Mitglieder und 100 Jahren Tradition ein Magnet für Fußball- und  Sportbegeisterte.
Der Verein besitzt zwei Rasenplätze, die mit einer Flutlichtanlage ausgestattet sind und eine Turnhalle.